# Éric Lejoindre
Éric Lejoindre, né le 17 mai 1980 à Provins (Seine-et-Marne), est un homme politique français.
Membre du Parti socialiste, il est maire du 18e arrondissement de Paris depuis 2014.

## Biographie
Eric Lejoindre passe une partie de son enfance au Japon, puis aux États-Unis et en Corée du Sud en raison de l'activité professionnelle de son père, cadre dirigeant de la Société Générale,. Il étudie au lycée franco-japonais de Tokyo, à l'école franco-américaine de New York et au lycée français international de Hong-Kong. Pendant ses études, il effectue des stages au sein de Médecins du Monde Tokyo et l’entreprise japonaise Dentsu.
Diplômé de l'Institut d'études politiques de Paris, il adhère au Mouvement des jeunes socialistes (MJS) à l'époque où Lionel Jospin est premier ministre (1997-2002).
Daniel Vaillant, député de la 19e circonscription de Paris, le recrute comme collaborateur parlementaire. En 2005, il devient secrétaire de la section Chapelle Goutte d'Or du Parti socialiste. Il quitte ce poste en 2013.
Lors des élections municipales de 2008 à Paris, Éric Lejoindre est directeur de campagne de Daniel Vaillant pour la mairie du 18e arrondissement de Paris. Il figure en 3e position sur la liste et est élu au poste de 1er adjoint.
En septembre 2013, Daniel Vaillant annonce qu'il ne se représente pas comme maire du 18e arrondissement pour les élections municipales de 2014. Alors qu'Anne Hidalgo souhaite que Myriam El Khomri présente sa candidature, cette dernière renonce pour soutenir Éric Lejoindre. Au premier tour de l'élection, il arrive en tête des suffrages avec 39,86 % des voix, puis 62,43 % au second tour. Il devient officiellement maire du 18e arrondissement de Paris le 13 avril 2014, en recueillant 36 voix contre 9 voix pour le candidat soutenu par UMP-UDI-Modem.  
En 2018, il soutient la candidature de Stéphane Le Foll pour le congrès d'Aubervilliers du PS.  
Candidat à sa réélection aux municipales de 2020 dans le 18e arrondissement de Paris, Eric Lejoindre est réélu au second tour avec 62,06 % des voix.

### Vie privée
Éric Lejoindre est marié et père de trois enfants.

## Synthèse des résultats électoraux

### Élections municipales
Les résultats ci-dessous concernent uniquement les élections où il est tête de liste
| Année | Liste                         | Liste  | Commune   | 1er tour | 1er tour | 1er tour | 2d tour | 2d tour | 2d tour | Sièges obtenus | Sièges obtenus | Sièges obtenus |
| Année | Liste                         | Liste  | Commune   | Voix     | %        | Rang     | Voix    | %       | Rang    | CA             | CP             | MGP            |
| ----- | ----------------------------- | ------ | --------- | -------- | -------- | -------- | ------- | ------- | ------- | -------------- | -------------- | -------------- |
| 2014  |                               | PS-PRG | Paris 18e | 20 338   | 39,85    | 1er      | 32 387  | 62,42   | 1er     | 24 / 30        | 12 / 15        |                |
| 2020  | PS - PCF - PP - G·s - AE - PE | 13 499 | Paris 18e | 31,66    | 1er      | 21 866   | 62,06   | 1er     | 38 / 45 | 13 / 15        | 5 / 5          |                |